# Мартиња Вас при Мокроногу
Мартиња Вас при Мокроногу (словен. Martinja vas pri Mokronogu) је насељено место у општини Мокроног–Требелно, регија Југоисточна Словенија, Словенија.

## Историја
До територијалне реорганизације у Словенији било је у саставу старе општине Требње.

## Становништво
У попису становништва из 2011. године, Мартиња Вас при Мокроногу је имало 127 становника.
| Број становника према пописима | Број становника према пописима | Број становника према пописима |
| ------------------------------ | ------------------------------ | ------------------------------ |
| 1991                           | 2002                           | 2011                           |
| 123                            | 115                            | 127                            |

Напомена: До 1953. исказивано под именом Мартиња Вас. Године 2009. извршена је мала размена територија између насеља Горење Јесенице (Шентруперт) и Мартиња Вас при Мокроногу.